# Gare de Ninove
La gare de Ninove (en néerlandais : station Ninove) est une gare ferroviaire belge de la ligne 90, de Denderleeuw à Jurbise, située à proximité du centre de la ville de Ninove, dans la province de Flandre-Orientale en Région flamande.
C'est une gare de la Société nationale des chemins de fer belges (SNCB) desservie par des trains Suburbains (S) et Heure de pointe (P).

## Situation ferroviaire
Établie à 22 mètres d'altitude, la gare de Ninove est située au point kilométrique (PK) 7,200 de la ligne 90, de Denderleeuw à Jurbise, entre les gares de Okegem et d'Eichem.
Elle dispose d'un poste de signalisation.

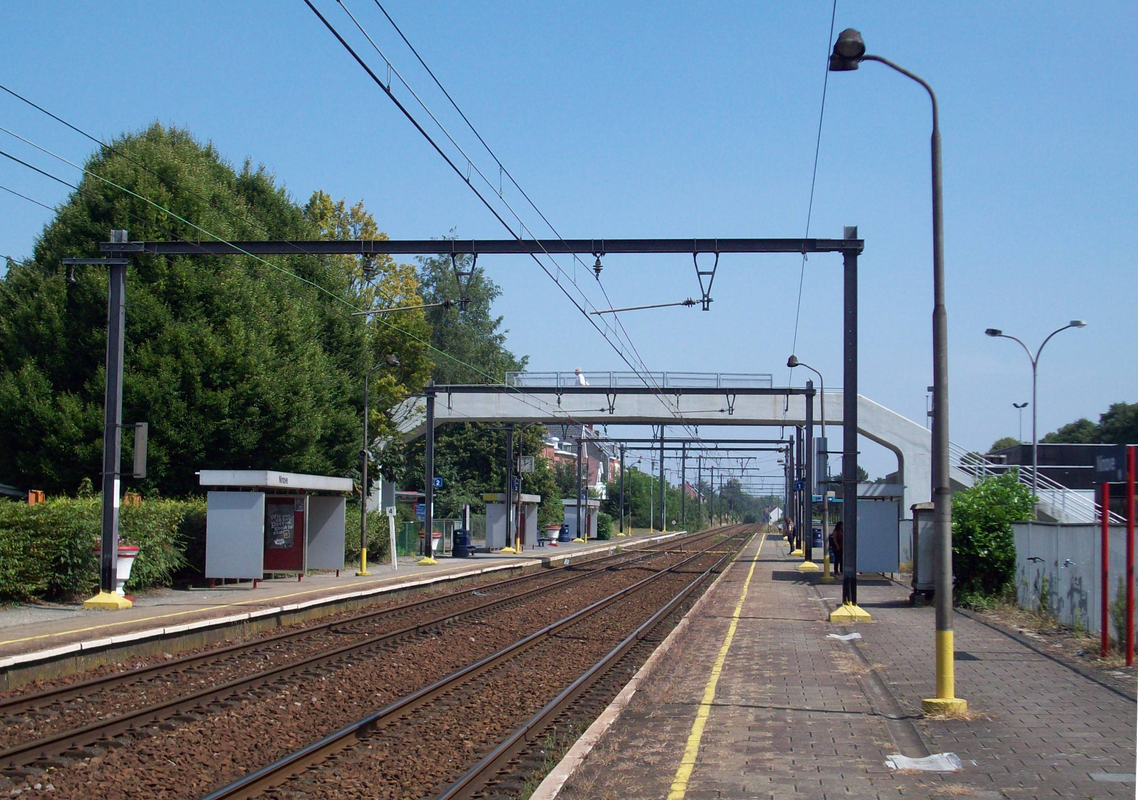
Intérieur de la gare.

## Histoire

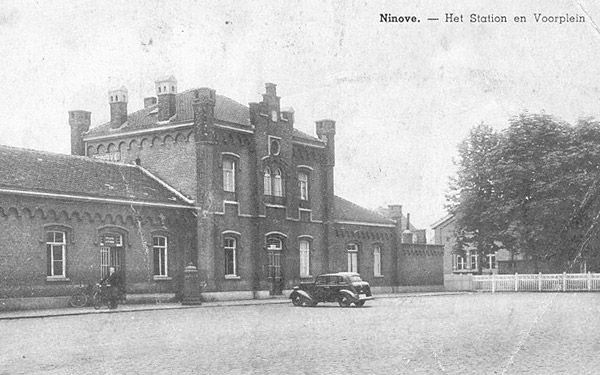
Bâtiment de la gare durant l'entre-deux-guerres.

La station de Ninove est mise en service le 1er décembre 1855 par la Compagnie du chemin de fer Dendre-et-Waes lorsqu'elle livre à l'exploitation la ligne de Denderleeuw à Ath.
Le bâtiment de la gare, construit selon un plan dû à l'architecte Jean-Pierre Cluysenaar comme toutes les gares de la compagnie Dendre-et-Waes, était une construction symétrique de style néo-renaissance flamande. Il est agrandi en 1889, doublant la longueur de son aile gauche.
Les démarches de la ville pour classer le bâtiment de 1855 échouèrent car la démolition débuta un jour avant la publication de l'arrêté de classement, en novembre 1977,. Un abri de quai au style similaire et une halle à marchandises moins ancienne font également partie des bâtiments disparus.

## Service des voyageurs

### Accueil
Gare SNCB, elle dispose d'un bâtiment voyageurs, avec guichet, ouvert uniquement le matin des jours ouvrables. Des aménagements, équipements et services sont à la disposition des personnes à la mobilité réduite. Un buffet est installé en gare.
Une passerelle permet la traversée des voies et le passage d'un quai à l'autre.

### Desserte
Ninove est desservie par des trains Suburbains (S6) et d’Heure de pointe (P) de la SNCB, qui effectuent des missions sur la ligne commerciale 90 : Mons - Denderleeuw (voir brochures SNCB,).
En semaine, la desserte repose sur des trains S6 circulant entre Denderleeuw et Schaerbeek (via Denderleeuw, Grammont et Hal), renforcés par :
- trois trains P de Grammont à Gand-Saint-Pierre via Denderleeuw (le matin, retour l’après-midi) ;
- sept trains P ou S6 reliant Grammont à Denderleeuw (cinq le matin, un vers midi, et un l’après midi) ;
- cinq trains P ou S6 (à arrêts fréquents) reliant Denderleeuw à Grammont (un le matin, et quatre l’après midi) ;
- des trains P (rapides) reliant Grammont à Denderleeuw à Grammont avec un seul arrêt à Ninove (trois le matin, deux dans l’autre sens l’après-midi).

Les week-ends et jours fériés, la desserte est constituée de trains S6 roulant entre Denderleeuw et Schaerbeek via Grammont.

### Intermodalité
Un parc pour les vélos et un parc de stationnement pour les véhicules y sont aménagés.

## Comptage voyageurs
Ce graphique et tableau montre le nombre de voyageurs embarquant en moyenne durant la semaine, le samedi et le dimanche.
| Nombre de passagers qui embarquent à la gare de Ninove | Nombre de passagers qui embarquent à la gare de Ninove | Nombre de passagers qui embarquent à la gare de Ninove | Nombre de passagers qui embarquent à la gare de Ninove |
|                                                        | Semaine                                                | Samedi                                                 | Dimanche                                               |
| ------------------------------------------------------ | ------------------------------------------------------ | ------------------------------------------------------ | ------------------------------------------------------ |
| 1977                                                   | 1 968                                                  | 285                                                    | 226                                                    |
| 1978                                                   | 2 232                                                  | 372                                                    | 219                                                    |
| 1979                                                   | 1 994                                                  | 252                                                    | 242                                                    |
| 1980                                                   | 2 053                                                  | 220                                                    | 248                                                    |
| 1981                                                   | 1 993                                                  | 228                                                    | 307                                                    |
| 1982                                                   | 2 278                                                  | 245                                                    | 175                                                    |
| 1983                                                   | 2 112                                                  | 218                                                    | 227                                                    |
| 1984                                                   | 1 792                                                  | 243                                                    | 210                                                    |
| 1985                                                   | 1 976                                                  | 285                                                    | 257                                                    |
| 1986                                                   | 1 696                                                  | 267                                                    | 285                                                    |
| 1987                                                   | 1 728                                                  | 278                                                    | 227                                                    |
| 1988                                                   | 1 745                                                  | 298                                                    | 259                                                    |
| 1989                                                   | 1 873                                                  | 271                                                    | 269                                                    |
| 1990                                                   | 1 845                                                  | 251                                                    | 277                                                    |
| 1991                                                   | 2 143                                                  | 309                                                    | 267                                                    |
| 1992                                                   | 1 973                                                  | 312                                                    | 257                                                    |
| 1993                                                   | 1 877                                                  | 309                                                    | 295                                                    |
| 1994                                                   | 1 767                                                  | 315                                                    | 230                                                    |
| 1995                                                   | 1 860                                                  | 258                                                    | 201                                                    |
| 1996                                                   | 2 218                                                  | 303                                                    | 312                                                    |
| 1997                                                   | 2 214                                                  | 249                                                    | 236                                                    |
| 1998                                                   | 2 289                                                  | 312                                                    | 306                                                    |
| 1999                                                   | 1 130                                                  | 232                                                    | 189                                                    |
| 2000                                                   | 1 146                                                  | 265                                                    | 166                                                    |
| 2001                                                   | 1 240                                                  | 248                                                    | 182                                                    |
| 2002                                                   | 1 100                                                  | 296                                                    | 201                                                    |
| 2003                                                   | 1 113                                                  | 282                                                    | 170                                                    |
| 2004                                                   | 1 242                                                  | 258                                                    | 168                                                    |
| 2005                                                   | 1 083                                                  | 343                                                    | 244                                                    |
| 2006                                                   | 1 168                                                  | 257                                                    | 200                                                    |
| 2007                                                   | 1 247                                                  | 282                                                    | 218                                                    |
| 2008                                                   | -                                                      | -                                                      | -                                                      |
| 2009                                                   | 1 528                                                  | 338                                                    | 250                                                    |
| 2010                                                   | -                                                      | -                                                      | -                                                      |
| 2011                                                   | -                                                      | -                                                      | -                                                      |
| 2012                                                   | 1 774                                                  | 289                                                    | 270                                                    |
| 2013                                                   | 1 531                                                  | 331                                                    | 210                                                    |
| 2014                                                   | 1 644                                                  | 127                                                    | 130                                                    |
| 2015                                                   | 1 505                                                  | 325                                                    | 191                                                    |
| 2016                                                   | 1 305                                                  | 268                                                    | 161                                                    |
| 2017                                                   | 1 322                                                  | 288                                                    | 209                                                    |
| 2018                                                   | 1 432                                                  | 344                                                    | 206                                                    |
| 2019                                                   | 1 352                                                  | 336                                                    | 240                                                    |
| 2020                                                   | 988                                                    | 126                                                    | 113                                                    |
| 2021                                                   | -                                                      | -                                                      | -                                                      |
| 2022                                                   | 1 238                                                  | 350                                                    | 285                                                    |
| 2023                                                   | 1 394                                                  | 310                                                    | 277                                                    |
| 2024                                                   | 1 271                                                  | 345                                                    | 259                                                    |

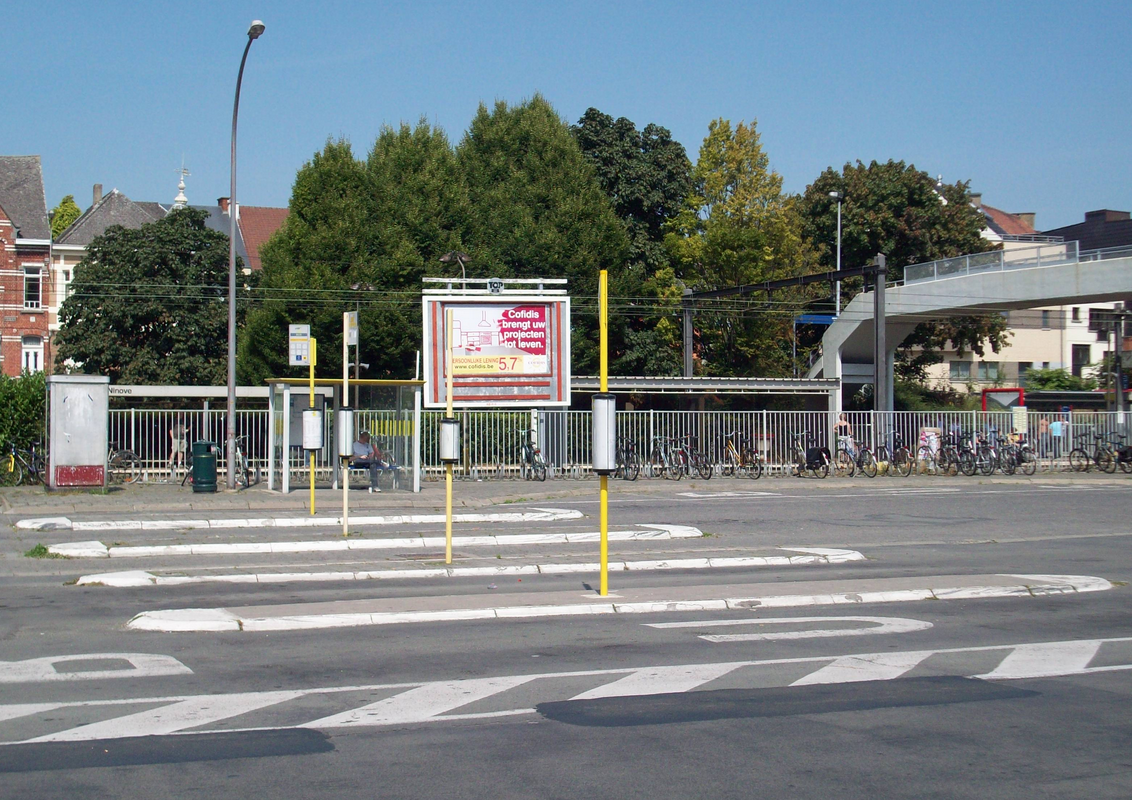
Abords
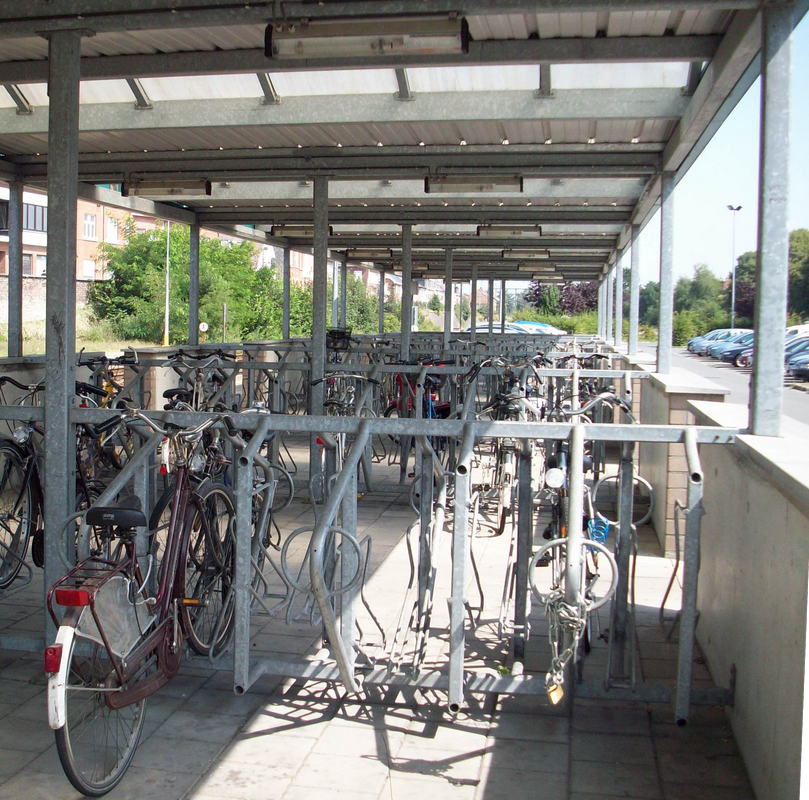
Parc à vélos
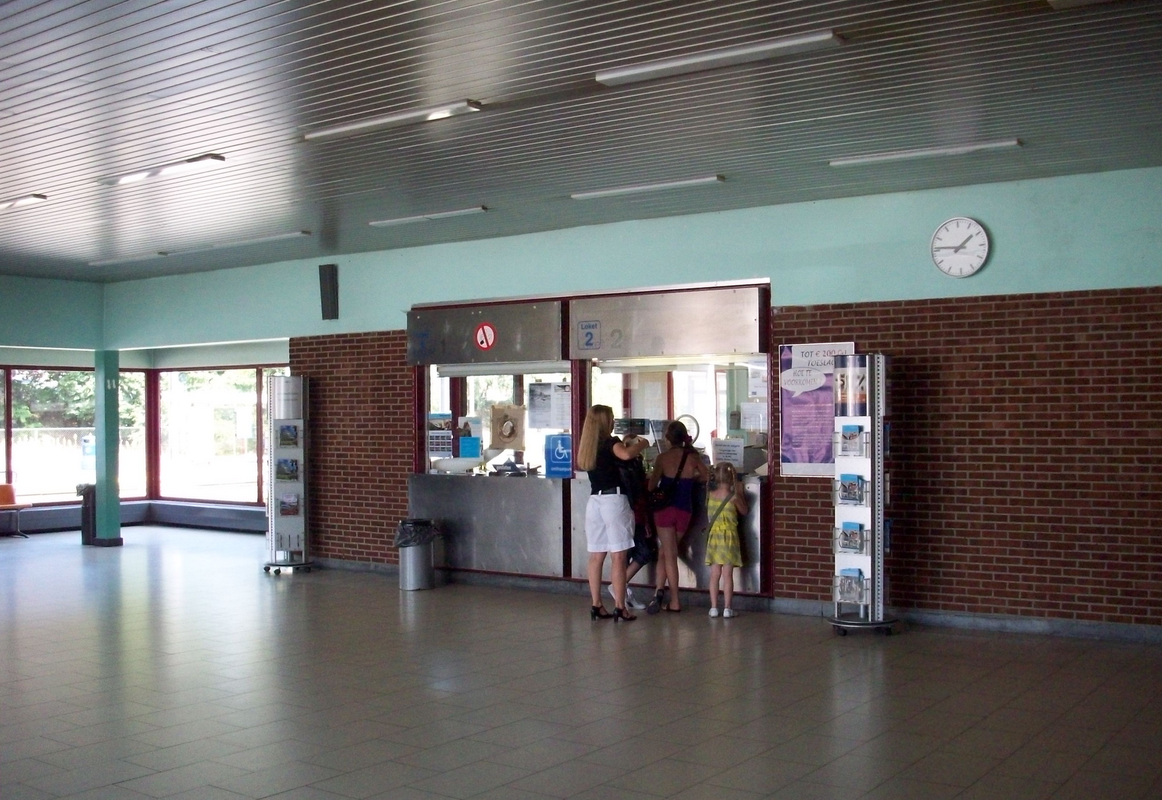
Hall et guichets
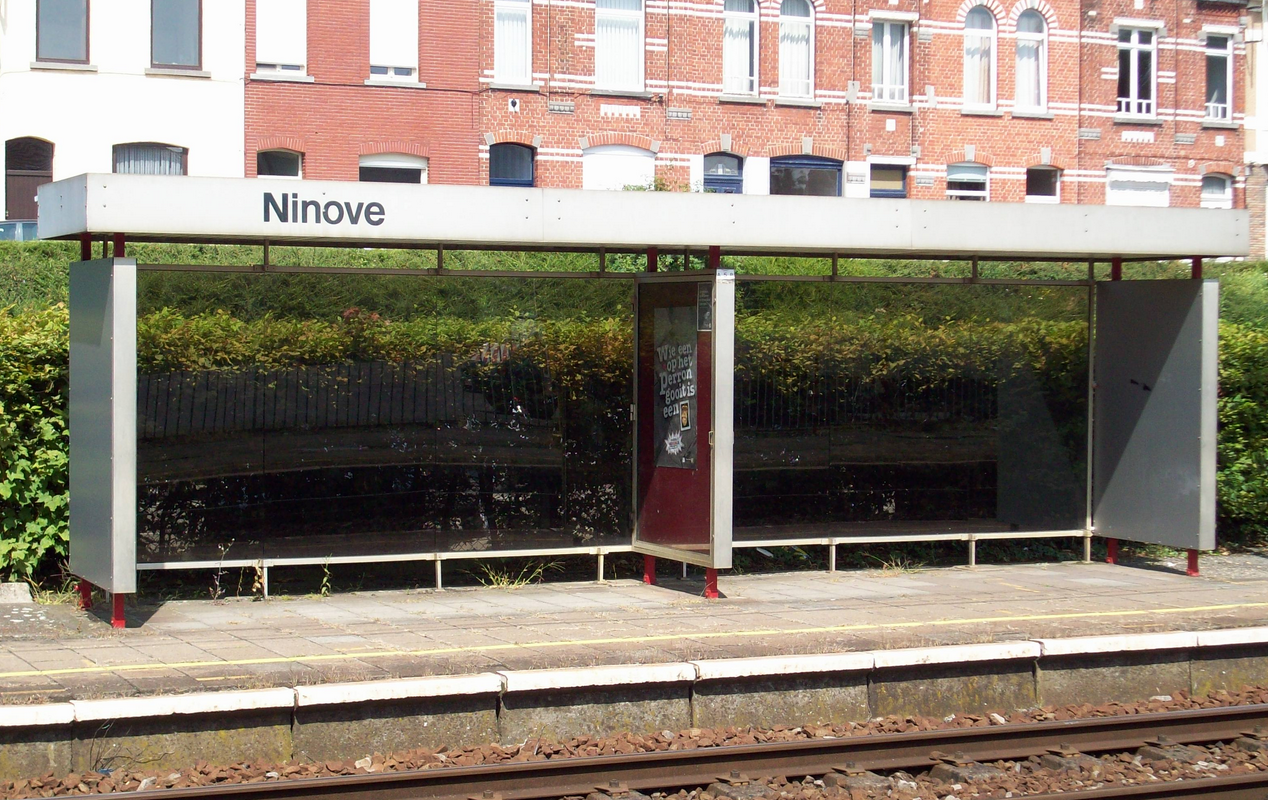
Abri de quai